# Sudamericano Juvenil A de Rugby 2016
El Sudamericano Juvenil A de Rugby del 2016 fue la trigésima primera edición del torneo.
El evento se desarrolló en septiembre en las instalaciones del Old Grangonian Club, club social y deportivo de Santiago de Chile.

## Equipos participantes
- Selección juvenil de rugby de Brasil (Tupís M19)
- Selección juvenil de rugby de Chile (Cóndores M19)
- Selección juvenil de rugby de Paraguay (Yacarés M19)
- Selección juvenil de rugby de Uruguay (Teritos M19)

## Posiciones
| Pos. | Equipo   | Encuentros | Encuentros | Encuentros | Encuentros | Tantos  | Tantos    | Tantos     | Puntos |
| Pos. | Equipo   | jugados    | ganados    | empatados  | perdidos   | a favor | en contra | diferencia | Puntos |
| ---- | -------- | ---------- | ---------- | ---------- | ---------- | ------- | --------- | ---------- | ------ |
| 1    | Uruguay  | 3          | 3          | 0          | 0          | 149     | 38        | + 111      | 9      |
| 2    | Chile    | 3          | 2          | 0          | 1          | 70      | 34        | + 36       | 6      |
| 3    | Brasil   | 3          | 1          | 0          | 2          | 54      | 66        | - 12       | 3      |
| 4    | Paraguay | 3          | 0          | 0          | 3          | 25      | 160       | - 135      | 0      |

Nota: Se otorgan 3 puntos al equipo que gane un partido, 1 al que empate y 0 al que pierda
|  | Campeón y clasifica a JWRT 2016 |

## Resultados[3]

### Primera fecha
| 11 de septiembre 14:00 | Chile | 16 - 0  | Brasil | cancha de Club Old Boys, Chicureo, Chile |  |
|                        |       | Reporte |        |                                          |  |

| 11 de septiembre 16:00 | Uruguay | 90 - 0  | Paraguay | cancha de Club Old Boys, Chicureo, Chile |  |
|                        |         | Reporte |          |                                          |  |

### Segunda fecha
| 14 de septiembre 14:00 | Uruguay | 37 - 25 | Brasil | cancha de Club Old Boys, Chicureo, Chile |  |
|                        |         | Reporte |        |                                          |  |

| 14 de septiembre 16:00 | Chile | 41 - 12 | Paraguay | cancha de Club Old Boys, Chicureo, Chile |  |
|                        |       | Reporte |          |                                          |  |

### Tercera fecha
| 17 de septiembre 14:00 | Brasil | 29 - 13 | Paraguay | cancha de Club Old Boys, Chicureo, Chile |  |
|                        |        | Reporte |          |                                          |  |

| 17 de septiembre 16:00 | Chile | 13 - 22 | Uruguay | cancha de Club Old Boys, Chicureo, Chile |  |
|                        |       | Reporte |         |                                          |  |

| Bandera de Uruguay |
| Campeón Uruguay    |
| Cuarto título      |

## Sudamérica Rugby Cup Juvenil 2016
La Sudamérica Rugby Cup Juvenil de 2016 se disputó antes del Sudamericano A, el 31 de agosto en Montevideo, Uruguay. Los Pumitas revalidaron el título al imponerse por 80 - 12 y se mantienen como únicos vencedores en la categoría máxima.
| 31 de agosto 13:00 | Uruguay | 12 - 80 | Argentina | Estadio Charrúa, Montevideo, Uruguay |                                |
|                    |         | Reporte |           | Árbitro(s): Claudio Cattivelli       | Árbitro(s): Claudio Cattivelli |

| Bandera de Argentina                                |
| Campeón Sudamérica Rugby Cup Juvenil 2016 Argentina |
| Tercer título                                       |